# Opata
Opata es una variedad cultivar de ciruelo (Prunus salicina), de las denominadas ciruelas japonesas (aunque las ciruelas japonesas en realidad tienen su ancestros en China, fueron llevadas a los EE. UU. a través de variedades ya obtenidas en Japón en el siglo XIX).
Una variedad que crio y desarrolló en la "South Dakota State College" antes de 1908, siendo un híbrido de 'Prunus pumila var. Besseyi' X 'Gold plum'. Las frutas son de tamaño pequeño, piel firme con un color rojo brillante, sutura poco profunda, tienen una pulpa de color verde amarillento con textura firme, jugosa, suave, sabor muy agradable y dulce, con solo un toque de acidez. Tolera las zonas de rusticidad según el departamento USDA, de nivel 2a.

## Sinonimia
- "Opata Sand Cherry Hybrid",
- "Ciruela cereza Opata".

## Historia
Las denominadas ciruelas japonesas con base de Prunus salicina son variedades de ciruela, que fueron traídas desde Japón (aunque sus ancestros son ciruelas oriundas de China) fueron desarrolladas y cultivadas en Estados Unidos por primera vez en el jardín del famoso horticultor Luther Burbank en Santa Rosa (California) a finales de la década de 1890. Burbank realizaba investigaciones en su jardín personal y era considerado un artista del fitomejoramiento, que intentaba muchos cruces diferentes mientras registraba poca información sobre cada experimento.
La ciruela 'Opata' fue obtenida por el doctor Niels Ebbesen Hansen en 1908 en el "South Dakota State College" mediante una hibridación de 'Prunus pumila var. Besseyi' (la llamada "Dakota Sand Cherry" o cereza de arena occidental, también llamada cereza de las Montañas Rocosas) como "Parental Madre" x polen de 'Gold plum' una de las denominadas ciruelas japonesas desarrolladas por Luther Burbank, como "Parental Padre". La variedad 'Opata' fue introducida comercialmente en 1909.
'Opata' es la palabra sioux para “ramo”

## Características
'Opata' árbol que crece como un arbusto relativamente bajo y extendido, que generalmente presenta una forma redondeada y forma múltiples tallos. Es un árbol de crecimiento vigoroso y se puede esperar que dé frutos en aproximadamente dos años desde su plantación. El ciruelo cereza también es excepcionalmente resistente y prospera en climas tan duros como la zona 2a. Auto estéril flor delgada, purpúrea, auto estéril, necesitará un ciruelo canadiense (Prunus nigra) u otro ciruelo cereza como 'Manor' para dar frutos, también el cerezo silvestre occidental ('Prunus besseyi) también puede funcionar como polinizador. Ninguna otra variedad de ciruelos europeos o americanos o sus híbridos no polinizarán un ciruelo cereza, que tiene un tiempo de floración que comienza a partir del 18 de abril con el 10% de floración, para el 21 de abril tiene una floración completa (80%), y para el 8 de mayo tiene un 90% de caída de pétalos.
'Opata' tiene una talla de fruto pequeño, de forma redondeada, ligeramente asimétrica, el fruto de la ciruela cereza 'Opata' se parece mucho más a una ciruela que a una cereza, pero es más pequeño que la mayoría de las ciruelas mide 3 cm de diámetro en promedio; epidermis tiene una piel firme con un color rojo verdoso atractivo, sutura poco profunda, y ápice ligeramente puntiagudo, cavidad medianamente poco profunda, abruptamente redondeada; pulpa de color verde amarillento con textura firme, jugosa, suave, sabor muy agradable y dulce, con solo un toque de acidez.
Hueso semi adherente a no adherente, pequeño, abombado, casi lisa, asimétrico.
Su tiempo de recogida de cosecha se inicia en su maduración en la segunda y tercera decena de agosto. Las ciruelas 'Opata' son firmes cuando están maduras, y como la mayoría de las frutas de hueso, no se conserva por mucho tiempo.

## Usos
Las ciruelas 'Opata' son buenas en fresco para comer directamente del árbol, calidad de primera, también muy buenas en postres de cocina como tartas y pasteles, y se  utilizan comúnmente para hacer conservas y mermeladas.
La 'Opata' se cultiva ampliamente en muchos estados desde Oklahoma hacia el norte hasta Canadá.